# زبان اشاره استرالیایی
زبان اشاره استرالیایی (به انگلیسی: Auslan) زبان اشاره بیشینه جامعه ناشنوایان استرالیا است. این زبان به زبان اشاره انگلیسی (BSL) و زبان اشاره نیوزیلندی (NZSL) مرتبط است. این سه زبان از یک نیازبان ریشه می‌گیرند و در مجموع خانواده زابان را تشکیل می‌دهند. این زبان تحت تأثیر زبان اشاره ایرلندی (ISL) قرار و اخیراً نیز علائمی را از زبان اشاره آمریکایی (ASL) وام گرفته‌است.